# 莫约阿尔坎塔拉
莫约阿尔坎塔拉（義大利語：Mojo Alcantara），是意大利西西里大区墨西拿廣域市的一个市镇。总面积8平方公里，人口760人，人口密度95.0人/平方公里（2009年）。ISTAT代码为083053。